# ماریو سوارس (بازیکن فوتبال)
ماریو سوارس ماتا (اسپانیایی: Mario Suárez Mata‎؛ زادهٔ ۲۴ فوریهٔ ۱۹۸۷) بازیکن فوتبال اهل اسپانیا است.
از باشگاه‌هایی که در آن بازی کرده‌است می‌توان به اتلتیکو مادرید، رئال وایادولید، سلتاویگو، رئال مایورکا، فیورنتینا، واتفورد، والنسیا و رایو وایکانو اشاره کرد.
وی همچنین در تیم ملی فوتبال اسپانیا بازی می‌کند.